# Iepurești
Iepurești – wieś w Rumunii, w okręgu Giurgiu, w gminie Iepurești. W 2011 roku liczyła 1032 mieszkańców.